# Taylor Lake Village (Teksas)
Taylor Lake Village je grad u američkoj saveznoj državi Teksas. Prema popisu stanovništva iz 2010. u njemu je živjelo 3.544 stanovnika.